# U.S. 500 1996
U.S. 500 1996 kördes den 26 maj på Michigan International Speedway, och ingick i CART World Series samma säsong.

## Bakgrund
1994 meddelade presidenten för Indianapolis Motor Speedway; Tony George, att han planerade att starta en konkurrerande serie till dåtidens PPG Indycar World Series. George ansåg att ovalracingen glömts bort när serien hade internationella ambitioner att expandera utanför USA med tävlingar i Australien, Brasilien och Japan från 1998. Dessutom ville George ha minskade kostnader inom formelbilsracingen, och bestämde sig för att driva en egen serie från Indianapolis Motor Speedway, kallad IRL, som i det nybildade sanktionsförbundet Indy Racing League.
Indianapolis 500 hamnade i fokus, då tävlingen skulle ingå i den nya serien, vilket blev en öm punkt. CART hade planerat att delta i 1996 års version av tävlingen utan att räkna in det i sitt eget mästerskap. George hade dock inte fått med några framstående team till sin egen serie, och insåg att om CART skulle ställa upp, så skulle många av hans egen series team inte ha en chans att kvala in. Därför införde han en regel som garanterade de 25 bäst placerade i IRL en startposition i tävlingen. CART-teamen ställde inte upp i de två första tävlingarna, vilket omöjliggjorde deras möjligheter att skicka mer än åtta bilar till Indy.
Samtidigt hade Michigan 500 ett större intresse än tidigare, och CART antog att om man höll den tävlingen under Memorial Day Weekend skulle tävlingen kunna ersätta Indy 500 i amerikanska motorsportfans hjärtan. Samtidigt schemalade man ett kval på samma dag som Indy 500 hade sitt kval, vilket hindrade teamen från att försöka kvala in till båda tävlingarna. Starten planerades till klockan 14 på eftermiddagen, en timme efter att Indy startat. 
90 000 åskådare var på plats för att se tävlingen, men många av dessa visade sig ha fått order av sina arbetsgivare att gå dit för att öka antalet åskådare. Tävlingen ansågs i TV vara "starten på en ny era", och en miljon dollar avsattes till segraren. Jimmy Vasser tog pole position, men blev rammad bakifrån i starten, vilket ledde till att nästan hela startfältet kraschade innan den gröna flaggan fallit. En timme senare gjordes det en omstart, och Vasser vann tävlingen före Maurício Gugelmin, vilket var hans fjärde vinst på sex starter i början av 1996 års säsong. Tillsammans med de dubbla målflaggorna vevades det en amerikansk flagga vid målgången.
Indy hade mycket bättre tittarsiffror, och CART gav upp försöket att köra en tävling samtidigt som Indy 500. Michigan 500 kördes som vanligt senare under säsongen, och den tävlingen kom att formellt få namnet U.S. 500 under de tre följande åren. 1997 arrangerade CART istället en ny tävling på Gateway International Raceway utanför Saint Louis dagen innan Indy 500.

## Slutställning
| Plats | Förare                | Team                     | Grid | Kvaltid |
| ----- | --------------------- | ------------------------ | ---- | ------- |
| 1     | Jimmy Vasser          | Chip Ganassi Racing      | 1    | 31.031  |
| 2     | Maurício Gugelmin     | PacWest Racing           | 14   | 31.911  |
| 3     | Roberto Moreno        | Payton/Coyne Racing      | 20   | 32.513  |
| 4     | André Ribeiro         | Tasman Motorsports       | 6    | 31.344  |
| 5     | Mark Blundell         | PacWest Racing           | 19   | 32.508  |
| 6     | Eddie Lawson          | Galles Racing            | 18   | 32.488  |
| 7     | Paul Tracy            | Marlboro Team Penske     | 7    | 31.444  |
| 8     | Al Unser Jr.          | Marlboro Team Penske     | 5    | 31.275  |
| 9     | Gil de Ferran         | Jim Hall Racing          | 13   | 31.864  |
| 10    | Emerson Fittipaldi    | Hogan Penske Racing      | 8    | 31.604  |
| 11    | Parker Johnstone      | Comptech Racing          | 16   | 32.090  |
| 12    | Christian Fittipaldi  | Newman/Haas Racing       | 12   | 31.824  |
| 13    | Greg Moore            | Forsythe Racing          | 17   | 32.139  |
| 14    | Hiro Matsushita       | Payton/Coyne Racing      | 25   | 33.326  |
| 15    | Bryan Herta           | Team Rahal               | 3    | 31.199  |
| 16    | Stefan Johansson      | Bettenhausen Motorsports | 22   | 32.865  |
| 17    | Alex Zanardi          | Chip Ganassi Racing      | 4    | 31.202  |
| 18    | Jeff Krosnoff         | Arciero-Wells Racing     | 24   | 33.128  |
| 19    | Bobby Rahal           | Team Rahal               | 15   | 31.934  |
| 20    | Robby Gordon          | Walker Racing            | 21   | 32.597  |
| 21    | Gary Bettenhausen     | Bettenhausen Motorsports | 27   | 34.515  |
| 22    | Juan Manuel Fangio II | All American Racing      | 26   | 34.371  |
| 23    | Michael Andretti      | Newman/Haas Racing       | 11   | 31.774  |
| 24    | Raul Boesel           | Brahma Sports Team       | 10   | 31.640  |
| 25    | Fredrik Ekblom        | Walker Racing            | 23   | 32.952  |
| 26    | Scott Pruett          | Patrick Racing           | 9    | 31.618  |
| 27    | Adrián Fernández      | Tasman Motorsports       | 2    | 31.154  |